# Centradeniastrum
Centradeniastrum é um género botânico pertencente à família Melastomataceae.